# 磯辺サタ
磯辺 サタ（いそべ さた、結婚後の姓は丸山、1943年12月19日 - 2016年12月18日）は、日本の元女子バレーボール選手。1964年東京オリンピック金メダリスト。東洋の魔女のメンバー。

## 来歴
幼少の頃に両親を亡くし、千葉県香取郡神崎町にある叔母の家で育つ。神崎町立神崎中学校時代に学級担任に勧められてバレーボールを始める。卒業後、一時日紡貝塚（のちのユニチカ・フェニックス）に籍を置いたが、翌年四天王寺高校に入学した。高校卒業後、再び日紡貝塚に入社。
1964年東京オリンピックでは日本代表チームの最年少メンバーとして出場し、「東洋の魔女」の主力メンバーとして、決勝戦で宿敵であるソ連に勝利し、金メダルを獲得した。守備から攻撃にすぐ移れるように、回転レシーブを考案し実践した。1965年に引退。
1988年ソウルオリンピックに、長男の丸山繁守が背泳ぎの競泳選手として出場している。
2016年12月18日午後10時13分、大阪市内の自宅で死去。72歳没。73歳の誕生日を迎える2時間前の訃報であった。

## 球歴
- 全日本代表としての主な国際大会出場歴
  - オリンピック - 1964年
  - 世界選手権 - 1962年

## 所属チーム
- 四天王寺高校
- 日紡貝塚